# Tetrastemma antarcticum
Tetrastemma antarcticum är en djurart som tillhör fylumet slemmaskar, och som beskrevs av Heinrich Bürger 1893. Tetrastemma antarcticum ingår i släktet Tetrastemma och familjen Tetrastemmatidae. Inga underarter finns listade i Catalogue of Life.